# Erik Halkjær
Erik Halkjær, född 9 juni 1973 i Uppsala, är en svensk journalist och författare.
Erik Halkjær är chefredaktör och ansvarig utgivare för Naturskyddsföreningens medlemstidning Sveriges Natur, sedan 2021. Han har tidigare varit chefredaktör och ansvarig utgivare för tidningen OmVärlden (2015–2016 och 2020–2021). Under Halkjærs ledning blev OmVärlden en helt digital tidning. Halkjær har som journalist även skrivit för bland andra Dagens Nyheter, Svenska Dagbladet och Fokus, varit redaktör för Röda Korsets tidning Henry, Svenska Afghanistankommitténs tidning Afghanistan-nytt och chefredaktör och ansvarig utgivare för tidskriften Latinamerika. Han har även arbetat som utrikesreporter för Göteborgs-Posten och var 2016–2018 bland annat fast frilansmedarbetare i Dagens Nyheters satsning på de globala målen för hållbar utveckling, DN Global Utveckling. 
Erik Halkjær är sedan mars 2019 ordförande för Reportrar utan gränser Sverige.